# Mbale
Cet article concerne une ville ougandaise. Pour le district ougandais, voir Mbale (district). Pour la ville kényane, voir Mbale (Kenya).
Mbale est une ville du sud-est de l'Ouganda et le chef-lieu du district de Mbale.

## Situation
Mbale se situe approximativement à 237 km, par route, au nord-est de Kampala.
Elle a également une liaison ferroviaire de Tororo à Pakwach. Le Mont Elgon, un des toits de l'Afrique de l'Est est proche.

## Population
En 2008, le Bureau ougandais des Statistiques estima la population de la ville à 84 100 habitants.

## Anecdote
Le début de Casino Royale, premier James Bond interprété par Daniel Craig se déroule à Mbale mais n'a pas été tourné dans la ville.